# Clossiana toddi
Clossiana toddi är en fjärilsart som beskrevs av Holland 1928. Clossiana toddi ingår i släktet Clossiana och familjen praktfjärilar. Inga underarter finns listade i Catalogue of Life.